# Малу (комуна)
Малу (рум. Malu) — комуна у повіті Джурджу в Румунії. До складу комуни входить єдине село Малу.
Комуна розташована на відстані 72 км на південь від Бухареста, 15 км на південний захід від Джурджу.

## Населення
2009 року у комуні проживали 2508 осіб.